# Catanthera nummularia
Catanthera nummularia är en tvåhjärtbladig växtart som beskrevs av P.C. Bygrave. Catanthera nummularia ingår i släktet Catanthera och familjen Melastomataceae. Inga underarter finns listade i Catalogue of Life.